# مه واز (ماجين)
مه واز (بالفارسية: مه‌واز) هي قرية تقع في إيران في قسم ماجين الريفي.